# Danny Ocean
Daniel Alejandro Morales Reyes (Caracas, 5 de mayo de 1992) conocido por su nombre artístico Danny Ocean, es un cantante, compositor, productor y diseñador gráfico venezolano, de música hispana, reguetón, dancehall y moombahton.
Ha sido nominado a múltiples premios, reconocido principalmente por su tema «Me rehúso», lanzado inicialmente de manera independiente en 2016 a través de servicios de música en línea. El sencillo fue certificado como séptuple platino por PROMUSICAE. Más tarde lanza una versión en inglés de la canción, llamada «Baby I Won't».
Después de su sencillo debut, lanzó otros temas como «Dembow» y «Vuelve». Más tarde saldrían temas como «Epa Wei», producida por Skrillex y Looking For', junto a Digital Farm Animals. Fue el primer cantante venezolano en alcanzar las más de mil millones de reproducciones en YouTube y dos mil millones de descargas en todo el mundo por ITunes y Spotify. Además participó en el álbum Global Citizen Pt.1 de Coldplay bajo el nombre de Los Unidades, con la canción «Voodoo».
En 2017, firmó un contrato con las disqueras Warner Music Group y Atlantic Records. En 2019, lanzó su primer álbum de estudio titulado 54+1, recibiendo gran apoyo de la crítica especializada, posteriormente @dannocean y  @dannocean 2. En 2023, estrena su tema promocional «No te enamores de él». En 2024 lanzó su nuevo álbum de estudio titulado REFLEXA, del cual salen nuevos sencillos como «Medio friends», «Cero condiciones» y «Ley universal». Para finales de ese mismo año, estrena un EP de siete canciones de nombre Venequia.

## Biografía
Danny nació el 5 de mayo de 1992 y creció en Caracas, Venezuela, en el seno de una familia cristiana siendo hijo único. La mayor parte de su infancia estuvo viajando en diferentes países, debido a la profesión de su madre, llegando a vivir en África. No fue hasta los trece años cuando regresó a su país natal de forma definitiva. Tuvo el gusto y la pasión por la música desde muy niño imitando sonidos de artefactos electrónicos en su casa, su padre también es músico y pianista e influyó mucho en su crecimiento en la música y carrera profesional. "Mi papá es un gran músico así que (este talento) corre un poco por mis venas. Estuve 4 años en un conservatorio de pequeño, pero mi música ha sido más que todo por mí mismo, por mis ganas de seguir aprendiendo, en mi cuarto experimentando e inventando con sonidos", confesó en una entrevista para el portal web Radio Caliente Santa Cruz. 
Se graduó de diseñador gráfico en Caracas, en la Universidad Nueva Esparta en Los Naranjos y después tuvo que emigrar a la ciudad de Miami en Florida, Estados Unidos, donde emprendió por internet la canción  de «Me rehúso». En el mismo año estrena finalmente el tema en Youtube.

## Carrera artística

### Inicios
Danny se incorporó por completo en la producción musical alrededor de 2009 cuando abrió su canal de YouTube al empezar a grabar a sus amigos cantando hip hop y Rap, y colaborando con ellos vocalmente, época en la que desarrollo también una manía por la música electrónica en inglés. Cosa que le sirvió enormemente a futuro para poder crear sus primeras canciones e ir desenvolviéndose en el área con el seudónimo de Danny O.C.T.
Con este seudónimo, produjo temas sueltos como «Backstage» enmarcados en la música electrónica, e incluido en el álbum recopilatorio de varios artistas llamado Desolat X-Sampler Purple. Luego, publica sus primeros EP Paracaídas (2014) y U-YE (2015), en las plataformas musicales de iTunes y Amazon.
El tema de backstage está creado por Danny Ocean Dj productor de música electrónica que usa este nombre Danny Ocean desde el año 2001 habiendo creado numerosas producciones en sellos internacionales y habiendo editado en vinilo, CD y otros formatos digitales

### 2016-2018:Me rehúsoy éxito internacional
Más tarde, recupera su canal de videos en YouTube y estrena su primer tema promocional «Me rehúso» (compuesta y producida por él, de manera amateur), relanzado en 2017 por su éxito tardío en varios países de Europa Latinoamérica y Estados Unidos, con una versión en inglés de ésta, llamada «Baby I Won't».
Ha participado también en el álbum Kloth Talk del productor de música hip hop y rap, DJ Katastraphy, con la canción titulada «Replay» junto a la cantante y rapera, Bri Nichole y los raperos Rello Muse & Philup Banks, y en el tema «Lookin' For» del cantante, DJ, compositor, remezclador y productor discográfico de Reino Unido, Nicholas Gale, más conocido como Digital Farm Animals. En junio de ese mismo año el cantante firmó con el sello discográfico Atlantic Records del famoso Warner Music Group, con la primera trabajaría con música en inglés, y de su música en español se encargaría Red Wines Records LLC. y Warner Music .
A finales de 2017, estrena los videoclips de sus temas «Me Rehúso» y «Baby I Won't» (versión en inglés) y saca las canciones «Veneno», «Vuelve» y «Dembow», estas dos últimas como sencillos promocionales.
En agosto de 2018, estrena su videoclip de su tema, titulado «Epa Wei», producida en conjunto con el DJ, músico, productor estadounidense y exmiembro de From First Ti Last, Sonny John Moore, más conocido como Skrillex, y en el que también participa el cantante y productor estadounidense John Ryan, quien ya tuvo participación en el tema "Fireball" del cantante y productor musical, Pitbull. En noviembre del mismo año, Danny formó parte del álbum de Coldplay bajo el nombre de «Los Unidades», titulado Global Citizen-EP 1, con el sencillo “Voodoo”, en la que participan el disc jockey de EDM, compositor y productor discográfico francés, David Guetta, el dúo noruego de producción y composición musical, Stargate, la cantautora, intérprete y actriz nigeriana, Tiwa Savage & el rapero Wizkid.

### 2019-2021:54+1
En 2019, estrena el tema promocional «Swing» y en marzo de ese mismo año publica su disco debut 54+1, auto producido por él mismo y masterizado por Ricardo Sangiao. El 25 de octubre del mismo año, Danny lanzó el tema titulado «Dime tú» con ayuda de la cantante venezolana de pop alternativo, Maye, en la voz secundaria de dicho tema, y en la composición, donde también esta el cantautor, compositor y ganador del Latin Grammy, Fernando Osorio y padre de Maye.
En noviembre del mismo año, participó en el primer álbum de estudio del músico, cantante y compositor colombiano, Mike Bahía titulado Navegando, con la canción «Detente». Además, Ocean logra tener una participación al lado del artista de grabación ghanés-inglés, Nana Richard Abiona, conocido también por su nombre artístico, Fuse ODG, con la canción «Lazy Day», en el que dicho tema participa el cantante, compositor, guitarrista y actor británico, Ed Sheeran. Para fin del mes, logra producir al lado de Miguel Espina, la canción «TBT 4EVER» de la cantante y actriz mexicana, Ximena Sariñana.
En 2020, Danny saca su otro sencillo titulado «Que lo qué». En abril, Danny lanza la canción «Cuando Amanezca», en colaboración con el cantante y compositor estadounidense J Quiles, Feid y Nibal. Y debido a la pandemia de COVID-19, estrena su videoclip «Báilame» grabado desde su casa en Miami, donde dicha canción pertenece a su álbum 54+1. En julio de ese mismo año, Danny participa como coescritor de la canción «Ay, DiOs Mío!» de la cantante y compositora colombiana Karol G, producida por Ovy On The Drums.

### 2022:@dannocean,@dannocean 2y Danny Ocean Tour
En 2022 empezó una gira titulada Danny Ocean Tour, en la que se presentó en países como Argentina, México, Alemania, Estados Unidos, Paraguay, Venezuela, entre otros. Aparte lanzó su disco @DannOcean con videoclips como «Fuera del mercado», «Apartamento», «Tú no me conoces» (con Tini), entre otros.
El 25 de noviembre, durante un concierto en la  Plaza Monumental de Morelia, Michoacán, se registró un hecho de violencia donde hubo una persona fallecida, Danny Ocean lamentó los hechos: "No entiendo porque suceden estas cosas si vinimos con un mensaje de amor! No se ni que decir, nunca he estado en esta situación. Por favor cuídense mucho, estoy con ustedes. Mis canales están abiertos para lo que necesiten. Esto no cambia el amor que siento a cada rincon(sic) de Méx(sic)". En noviembre de 2023, estrena su sencillo promocional «No te enamores de él».
En 2024, el día 8 de febrero estrena el segundo adelanto de Reflexa, «Medio friends», para al día siguiente estrenar el tercer adelanto de dicho álbum, AMOR, y el siguiente mes, el 21 de Marzo, saca el ante-último adelanto de Reflexa, Cero Condiciones, en el mes de abril sacá el último adelanto, Ley universal, para que el día 2 de Mayo, saca el álbum.  
Su más reciente tour REFLEXA tour 2024 le dio la vuelta al mundo, teniendo sold out en todo México y teniendo 2 fechas exitosas en Palacio de los Deportes de Ciudad de México, REFLEXA tour tendrá fechas en Australia, Estados Unidos y Canadá. En julio de ese mismo año, estrena su ep Venequia., de siete canciones, del cual publica el videoclip del tema «Escala en Panamá».

### 2025-presente:Babylon Club
En agosto de 2025, publicó su quinto álbum de estudio titulado Babylon Club. El álbum cuenta con las colaboraciones de Arcángel, Louis BPM, Sech, El Alfa, entre otros.

## Vida personal
Actualmente, Danny mantiene una relación, no tiene hijos. Su canción «Me rehúso» es dedicada a una exnovia, donde ambos tuvieron que tomar diferentes caminos debido a la situación que había en Venezuela.
En una entrevista a la Revista People en Español, Danny revela ser un gran fanático del cantautor español y ganador de 24 Grammys Latinos y 4 Grammys, Alejandro Sanz. Además, menciona fascinarle la voz del cantautor y actor puertorriqueño, Ozuna.
Al igual que varias personalidades y celebridades venezolanas durante el marco de las elecciones presidenciales de Venezuela de 2024 y las consecuentes manifestaciones, Danny expresó su preocupación por la represión y la censura por parte del régimen de Nicolás Maduro, denunció el pausible fraude que proclamaba ganador a Maduro y expresó su apoyo a la líder opositora María Corina Machado y al vencedor de las elecciones Edmundo González.

## Discografía

### Álbumes de estudio
- 2019: 54 + 1
- 2022: @dannocean
- 2022: @dannocean 2
- 2024: REFLEXA
- 2025: Babylon Club

EP
- 2009: Backstage (como Danny O.C.T.)
- 2014: Paracaídas (como Danny O.C.T.)
- 2014: Sin intención (como Danny O.C.T.)
- 2015: U-YE (como Danny O.C.T.)
- 2015: Pronto (como Danny O.C.T.)
- 2024: Venequia

## Premios y nominaciones
| Año  | Premios                               | Nominación a                        | Categoría                   | Resultado | Refs.         |
| ---- | ------------------------------------- | ----------------------------------- | --------------------------- | --------- | ------------- |
| 2017 | Premios Juventud                      | Él mismo                            | Mejor artista revelación    | Nominado  | [ 37 ] [ 38 ] |
| 2017 | Premios Telehit                       | «Me rehúso»                         | Canción favorita            | Nominado  | [ 39 ]        |
| 2017 | Premios MTV Miaw                      | «Me rehúso»                         | Himno de peda               | Nominado  | [ 40 ]        |
| 2017 | Kids' Choice Awards México            | «Me rehúso»                         | Canción favorita            | Nominado  | [ 41 ]        |
| 2017 | Kids' Choice Awards Colombia          | «Me rehúso»                         | Canción favorita            | Nominado  | [ 42 ]        |
| 2018 | Premios Pepsi Music                   | «Me rehúso»                         | Tema pop                    | Ganador   | [ 43 ]        |
| 2018 | Premios Pepsi Music                   | Él mismo                            | Artista revelación del año  | Nominado  | [ 44 ]        |
| 2020 | Premios Billboard de la música latina | 54+1                                | Álbum de pop latino del año | Nominado  |               |
| 2020 | Premios Heat Latin Music              | Él mismo                            | Mejor artista andino        | Nominado  | [ 45 ]        |
| 2021 | Premios Nuestra Tierra                | «Detente» (junto a Mike Bahía)      | Mejor video                 | Nominado  | [ 46 ]        |
| 2022 | Premios Heat Latin Music              | Él mismo                            | Mejor artista andino        | Ganador   | [ 47 ]        |
| 2023 | Premios Grammy Latinos                | «Correcaminos» (Con Alejandro Sanz) | Grabación del año           | Nominado  |               |
| 2024 | Premios Heat Latin Music              | Él mismo                            | Mejor artista andino        | Ganador   | [ 48 ]        |
| 2024 | Premios MTV Miaw                      | Él mismo                            | Explosión Pop del año       | Nominado  | [ 49 ]        |